# MV Agusta 125 Motore Lungo
La MV Agusta 125 "motore lungo", più comunemente conosciuta come "carter lungo", è una motoleggera di cilindrata 125 a 4 marce realizzata nei primi anni cinquanta dalla casa motociclistica italiana MV Agusta.

## Descrizione e storia
La "motore lungo" fu la terza versione di 125 da competizione realizzata da MV Agusta, preceduta dalla 125 "Valenza" a 3 marce e dalla prima 125 4 marce comunemente nota anche come "carter corto" per differenziarla dalla successiva "carter lungo".
La denominazione "motore lungo" deriva dalla forma allungata in avanti del carter motore, necessaria per far posto ad uno speciale magnete Marelli a due scintille che permetteva alla moto di sviluppare una potenza di 12 cavalli a 9000 giri.
La moto si diffuse soprattutto nel settore corse, dove le sue caratteristiche di competitività e prezzo contenuto ben si sposavano con le esigenze di chi in quegli anni iniziava la carriera di corridore.
Furono realizzate due versioni della moto: la versione stradale, completa di fanaleria, e la versione sportiva, denominata tipo "competizione".
Presentata ufficialmente l'anno precedente, la produzione di questo modello si estese dal 1950 al 1953, anno in cui fu definitivamente soppiantata da nuovi modelli.